# Tadeusz Wencel
Tadeusz Wencel (ur. 12 września 1927 w Lesznie, zm. 27 lipca 2017) – polski lekarz neurochirurg, profesor nauk medycznych, twórca i kierownik Katedry i Kliniki Neurochirurgii Śląskiej Akademii Medycznej, profesor zwyczajny i prorektor tej uczelni w latach 1990–1993 i 1993–1996, dziekan Wydziału Lekarskiego ŚlAM w Katowicach w latach 1984–1986.

## Życiorys
Był kierownikiem Oddziału Neurochirurgii szpitala klinicznego ŚlAM w latach 1975–1997.
Pełnił funkcje dziekana Wydziału Lekarskiego w Katowicach (1984–1986), członka Głównej Komisji Rewizyjnej Katolickiego Stowarzyszenia Lekarzy Polskich (2006–2010), przewodniczącego Naczelnego Sądu Lekarskiego I kadencji i jego członka IV, V, i VI kadencji.
Był prorektorem ds. kształcenia przed- i podyplomowego w latach 1990–1993 oraz prorektorem ds. klinicznych w latach 1993–1996.
Zmarł w wieku 89 lat.
29 lipca 2017 został pochowany na Cmentarzu przy ul. Gliwickiej w Katowicach.

## Odznaczenia
- Krzyż Oficerski Orderu Odrodzenia Polski (1998)[7]
- Krzyż Kawalerski Orderu Odrodzenia Polski
- Złoty Krzyż Zasługi[5]